# South London Line
La ferrovia South London (in inglese South London line) è una linea ferroviaria, con andamento semicircolare, che collega fra loro le linee ferroviarie afferenti a Victoria a London Bridge, passando dalla prima periferia meridionale di Londra.

## Storia

### Costruzione
La linea venne creata con il South London Railway Act del 1862, che autorizzò la London, Chatham and Dover Railway (LCDR) a costruire questa ferrovia. Il tracciato era già esistente fra le stazioni di Wandsworth Road e Brixton quale parte della linea LCDR main line: la nuova linea venne quadruplicata fra queste due stazioni ed estesa fino a London Bridge. La parte nord (ora nota come Chatham lines), priva di stazioni, venne utilizzata dalla LCDR, mentre la parte sud (oggi conosciuta come Atlantic lines) dalla London, Brighton and South Coast Railway (LBSCR). Diverse stazioni erano condivise fra le due società.

### Elettrificazione
La linea fu la prima ad essere elettrificata. L'introduzione dei tram nel sud di Londra nel 1903 portò ad una notevole perdita di passeggeri che fu di 1,25 milioni di unità in soli sei mesi e la LBSCR decise di elettrificare la linea sperando in un'inversione di tendenza. Il primo treno a trazione elettrica partì il 1º dicembre 1909 e per i primi tre anni i treni a vapore si alternarono con quelli elettrici. Questi ultimi avevano una frequenza di quattro treni all'ora dalle 7.30 a mezzanotte. Nel primo anno di servizio i passeggeri aumentarono da 4,0 a 7,5 milioni.

### Privatizzazione
In seguito alla privatizzazione di British Rail, dal 26 maggio 1996 i servizi passeggeri sulla linea sono stati forniti da Connex South Central. Il servizio domenicale è stato ripristinato nel settembre 1996 e il servizio serale nei giorni feriali è passato da orario a mezz'ora dal maggio 1997.
Southern (inizialmente con il marchio SouthCentral) ha gestito il servizio passeggeri dal 26 agosto 2001 all'8 dicembre 2012.

### Rete della London Overground

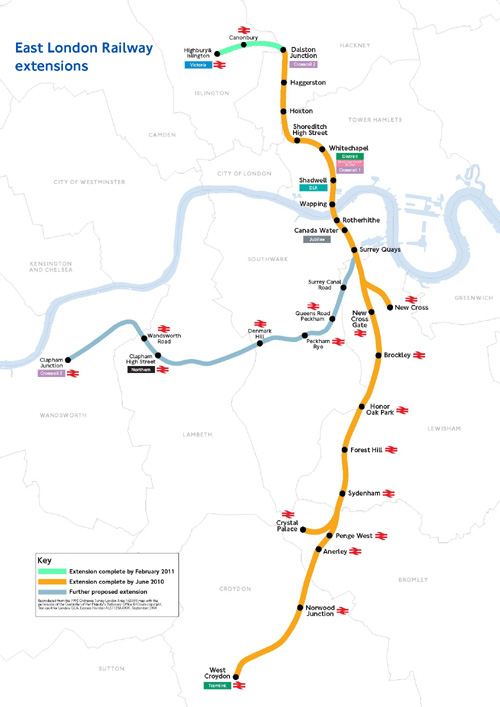
Mappa delle estensioni della linea East London (oggi nota come linea Windrush)

Nel 2012, la maggior parte del servizio della ferrovia South London è stato incorporato nella rete della London Overground come parte dell'estensione della relazione che già serviva la ferrovia East London, fino a Clapham Junction.

Nella parte orientale è stata ripristinata una tratta della lunghezza di 2,5 km che si dipanava dalla linea a nord della stazione di Queens Road Peckham per unirsi alla ferrovia East London a sud di Surrey Quays; questa tratta era un tracciato che era stato abbandonato dal 1911 e che è stato ripristinato per l'occasione.
Il servizio passeggeri fu quindi deviato a ovest di Wandsworth Road per servire Clapham Junction; il servizio si sarebbe così collegato con la linea West London a Clapham Junction, completando un percorso ferroviario orbitale intorno al centro di Londra.

In questo modo è stato creato un nuovo servizio della London Overground che andava da Surrey Quays a Clapham Junction passando per Queens Road Peckham, Peckham Rye, Denmark Hill, Clapham High Street e Wandsworth Road.
Il completamento del progetto era previsto per maggio 2012, in tempo per i giochi della XXX Olimpiade e della XIV Paralimpiade. Questo obiettivo non è stato raggiunto, poiché la linea è stata inaugurata il 9 dicembre 2012.

L'inizio del servizio London Overground per Clapham Junction è coinciso con il ritiro del servizio della società Southern che andava da Londra Victoria a London Bridge.
Nel luglio 2023, la società gestrice della rete London Overground, Transport for London, ha annunciato che avrebbe dato a ciascuna delle linee della rete dei nomi unici entro la fine dell'anno successivo.
Nel febbraio 2024, è stato confermato che la relazione Highbury & Islington-Clapham Junction/Crystal Palace/New Cross Gate/West Croydon sarebbe stata denominata "Linea Windrush" (in onore della generazione Windrush, ossia degli immigrati arrivati nel Regno Unito negli anni '50 e '60 del XX secolo, provenienti dalle ex colonie britanniche dei Caraibi) e sarebbe stata colorata di rosso sulla mappa aggiornata della rete.

## Percorso
| Unknown route-map component "d" |  | + Unknown route-map component "CONT1+f" |  |

| Unknown route-map component "d" | + Unknown route-map component "CONTgq" | + Unknown route-map component "KRZo+l" | + Unknown route-map component "CONTfq" |

| Unknown route-map component "d" |  | + Junction both to and from left | + Unknown route-map component "CONTfq" |

|  | Unknown route-map component "vKBHFa-BHF" |

|  | Unknown route-map component "vSTR-ABZgl" | Unknown route-map component "CONTfq" |

|  | Unknown route-map component "SPLel+g" | Unknown route-map component "CONTfq" |

| Stop on track |

|  | Unknown route-map component "ABZg+l" | Unknown route-map component "CONTfq" |

| Unknown route-map component "eHST" |

| Stop on track |

|  | Unknown route-map component "vSTR+lo-SHI1+r" | Unknown route-map component "CONTfq" |

| Unknown route-map component "vBHF" |

|  | Unknown route-map component "vSTR-ABZgl" | Unknown route-map component "CONTfq" |

| Unknown route-map component "vÜSTl" |

| Unknown route-map component "vHST" |

| Unknown route-map component "+d" |  | Unknown route-map component "d" + Unknown route-map component "dSTR" | Unknown route-map component "d" + Unknown route-map component "vSTR-" + Unknown route-map component "vSTR2-" | Unknown route-map component "d" | + Unknown route-map component "STRc3" |  |

| Unknown route-map component "+d" | + Unknown route-map component "CONTgq" | Unknown route-map component "d" + Unknown route-map component "dKRZo" | Unknown route-map component "d" + Unknown route-map component "dKRZo" + Unknown route-map component "STRc12" | Unknown route-map component "d" + Unknown route-map component "dHSTq" | + Unknown route-map component "ABZq+34" | + Unknown route-map component "CONTfq" |

| Unknown route-map component "+d" |  | Unknown route-map component "d" + Unknown route-map component "dSTR" | Unknown route-map component "d" + Unknown route-map component "vSTR-" + Unknown route-map component "vSTR+1-" | Unknown route-map component "d" | + Unknown route-map component "STRc4" |  |

| Unknown route-map component "+d" |  | Unknown route-map component "d" | + Unknown route-map component "vSTR-" + Unknown route-map component "v-SHI2l" | + Unknown route-map component "vSTR+4-~F" |  |  |

| Unknown route-map component "+d" |  | Unknown route-map component "d" | + Unknown route-map component "vSTR-" | + Unknown route-map component "edHST" |  |  |

|  |  | + Unknown route-map component "vSTR-" + Unknown route-map component "STRc2" | + Unknown route-map component "KSTRaq" + Unknown route-map component "d-KRZ3+1o" | + Unknown route-map component "CONT1+r" |

| Unknown route-map component "+d" |  | Unknown route-map component "d" | + Unknown route-map component "vSTR-" + Unknown route-map component "v-STR+1" + Unknown route-map component "lv-HST@F" | + Unknown route-map component "dKRZc4o" |  |  |

|  | + Unknown route-map component "vSHI2g+l-" + Unknown route-map component "v-SHI2+l" | + Unknown route-map component "vSHI2r-" |

| Unknown route-map component "vÜSTl" |

| Unknown route-map component "vSTR-HST" |

| Unknown route-map component "vSTR-HST" |

| Unknown route-map component "v-SHI2g+r" |

| Unknown route-map component "d" | + Unknown route-map component "STRc2" | + Unknown route-map component "ABZg23" | + Unknown route-map component "STRc3" |

| Unknown route-map component "d" | + Unknown route-map component "CONTgq" | + Unknown route-map component "KRZq+1u" | + Unknown route-map component "KRZu" + Unknown route-map component "STRc14" | + Unknown route-map component "KRZq+4u" | + Unknown route-map component "CONTfq" |

| Unknown route-map component "d" |  | + Unknown route-map component "LSTRe" | + Junction both to and from left | + Unknown route-map component "KRZo" | + Unknown route-map component "CONTfq" |

| Unknown route-map component "b" | Unknown route-map component "d" | + Straight track | + Unknown route-map component "vSHI1+l-STR+l" | + Unknown route-map component "CONTfq" |

| Unknown route-map component "+d" |  | + Straight track | + Unknown route-map component "vKHSTxe-HST" |  |

| Unknown route-map component "+d" |  | + Non-passenger station/depot on track + Unknown route-map component "STRc2" | + Unknown route-map component "eSPLg+3" |  |

| Unknown route-map component "+d" | + Unknown route-map component "LSTRa" | + Unknown route-map component "ABZg+1" | + Unknown route-map component "STRc4" |  |

| Unknown route-map component "+d" | + Unknown route-map component "BS2l" | + Straight track + Unknown route-map component "BS2c3" |  |  |

| Transverse water | Unknown route-map component "vBRÜCKE1" | Transverse water |

| Unknown route-map component "evHST" |

| Unknown route-map component "vKBHFe" |

La ferrovia South London devia dalla diramazione di London Bridge della ferrovia Londra-Brighton, presso il bivio di South Bermondsey su un viadotto in mattoni.
Il binario curva per passare da un allineamento verso sud-est a uno verso sud-ovest. South Bermondsey, su un terrapieno, è la prima stazione immediatamente a sud del raccordo. All'incrocio di Old Kent Road la linea è collegata alla ferrovia East London proveniente da Surrey Quays. La linea passa per il sito dell'ex stazione di Old Kent Road a sud dell'incrocio e poi c'è una stazione a Queens Road Peckham.
Dopo essere passata sotto la ferrovia Catford Loop, la linea raggiunge Peckham Rye dove l'allineamento cambia verso ovest. La ferrovia South London serve la coppia meridionale di quattro binari della stazione di Peckham Rye.
Dopo Peckham Rye, la ferrovia Peckham Rye-Horsham devia verso sud-ovest al bivio di Peckham Rye. Il bivio di Crofton Road, poco più a ovest, permette ai treni della linea Catford Loop di unirsi alla linea South London.
Dopo il tunnel di Grove Lane, la stazione successiva è Denmark Hill, dove la linea South London serve la coppia meridionale di quattro binari. La linea passa sopra la ferrovia Holborn Viaduct-Herne Hill alla stazione di Loughborough Junction e poi attraversa il sito dell'ex stazione di East Brixton.
La linea passa sopra la ferrovia fondamentale di Chatham alla stazione di Brixton e ha un incrocio con essa a Shepherds Lane. La linea si dirige verso nord-ovest in una trincea poco profonda. C'è una stazione a Clapham High Street.
Il nodo di Voltaire Road consente ai treni di passare da questa linea a quella di Chatham.
C'è una stazione a Wandsworth Road e poi la linea si divide in tre percorsi.

Il primo percorso è la continuazione della linea su un viadotto in mattoni, quindi supera la South West Main Line a Queenstown Road e prosegue fino alla stazione di Battersea Park, dove il percorso termina in seguito alla rimozione della giunzione di Battersea Park con la diramazione di Victoria della ferrovia Londra-Brighton. Il secondo percorso è il collegamento con la stazione di Clapham Junction e il terzo percorso è il collegamento con la linea fondamentale di Chatham.

## Movimento
Lungo questa linea ferroviaria si articolano più servizi.
Tra le stazioni di Queens Road Peckham e Wandsworth Road, effettuano servizio i treni di una delle diramazioni della linea Windrush della London Overground, fermando in tutte le stazioni. Questo servizio è erogato da Arriva Rail London per conto di Transport for London.
I treni della rete Thameslink, gestiti da Govia Thameslink Railway, effettuano servizio nelle stazioni di Denmark Hill e Peckham Rye.
Le stazioni di South Bermondsey, Queens Road Peckham e Peckham Rye sono servizi dalle relazioni London Bridge-East Croydon (via Tulse Hill) e London Bridge-Beckenham Junction (via Tulse Hill e Crystal Palace), erogate dall'azienda Southern.
Infine, sulla linea transitano i treni dell'azienda Southeastern gestisce i servizi della relazione Londra Victoria-Gillingham, che effettua fermata a Denmark Hill, e della relazione Londra Victoria-Gravesend (via Bexleyheath), che effettua fermata a Denmark Hill e Peckham Rye.